# Josef Stern
Josef Stern byl barokní malíř oltářních obrazů a fresek rakouské národnosti, který působil dlouho na území dnešní České republiky a byl mimo jiné i dvorním malířem hraběte Leopolda Dietrichsteina v Brně.

## Život
Josef Stern se narodil 7. března roku 1716 ve Štýrském Hradci (Gratz) na území dnešního Rakouska. Pocházel ze čtyř dětí. Jeho otec byl řezbářem, ale zemřel když byl Josef ještě dítě. Vychovával jej otčím, který byl také umělec. Byl na Josefa tvrdý, ale měl jej rád.
Josef nastoupil do učení na štafíře, tedy řemeslníka zabývajícího úpravou plastik, oltářů ale i nábytku, zlacením a stříbřením. Tím byl jeho čas na malování omezen. Byl pilný a časem mu jeho mistr zadával práci na oltářních obrazech.
V 18 letech odešel do Itálie. Cestou onemocněl, ale do Říma se nakonec dostal a studoval tam. Navštívil i další italská města a učil se kopírováním obrazů starých mistrů.
Vrátil se do Grazu a pracoval i zde samostatně na výmalbě kaple. Při návštěvě Vídně došlo k setkání s hrabětem Leopoldem Ditrichsteinem, které ovlivnilo jeho další dráhu. Leopold Ditrichstein jej angažoval jako svého dvorního malíře. Tím se dostal Josef Stern do Čech.
Maloval například v Brně pro kostely sv. Jakuba, sv. Jana Křtitele, sv. Leopolda, sv. Máří Magdalény, knihovnu u kapucínů a na dalších místech. Pracoval pro olomouckého biskupa na jeho letním sídle, zámku v Kroměříži.
Jeho díla jsou na mnoha dalších místech v Čechách. Například v Miloticích, Krnově ve Slezsku, Dolních Dunajovicích, v Borotíně u Blanska. Ceněný je jeho oltářní obraz Očišťování Panny Marie v kostele v Dubu nad Moravou. Josef Stern zemřel 1. 6. 1775 v Brně.

## Výběr z díla
- Obraz na hlavním oltáři poutního kostela Očišťování Panny Marie v Dubu nad Moravou (1750–1752)
- Fresky a obrazy v piaristickém kostele sv. Jana Křtitele v Kroměříži (1757)
- Fresky v arcibiskupském zámku v Kroměříži - knihovních sálech (Apoteóza biskupů Lichtenštejna a Egkha) (1759–1760) a zámecké kapli sv. Šebestiána (1766)
- Cyklus obrazů 12 apoštolů v kartuziánském kostele Nejsvětější Trojice v Brně (po 1765)
- Cyklus fresek s náměty ze života Panny Marie v minoritském kostele Narození Panny Marie v Krnově (1766)
- Freska s námětem Oslavy sv. Jana z Boha a obrazy v kostele sv. Leopolda při klášteře milosrdných bratří v Brně (1771)
- Obraz Všech svatých na hlavním oltáři a obrazy sv. Jana Nepomuckého a sv. Bartoloměje na bočních oltářích kostela Všech svatých v Miloticích (1770-1774)